# Герб Кубинки
Міське поселення Кубинка Одинцовського району Московської області Росії, має власну символіку – герб та прапор. Міську символіку було затверджено 24 квітня 2009 року.

## Опис герба
У блакитному полі на зеленій землі кінний вершник в обладунках російського драгуна періоду Французько-російської війни 1812 року який тримає палаш на руку, у лівій верхній частині – герб Московської області. Головна фігура герба – срібний кінний вершник символізує зв’язок поколінь захисників Росії. Він також вказує на спадковість бронетанкових частин кавалерійським.
Зелений колір  показує лісові багатства та родючість навколишніх земель. Блакить – символізує чисте небо, повітря. Срібло – символ чистоти, мудрості, благородства.